# Malapterurus punctatus
Malapterurus punctatus is een straalvinnige vissensoort uit de familie van de siddermeervallen (Malapteruridae). De wetenschappelijke naam van de soort is voor het eerst geldig gepubliceerd in 2002 door Norris.